# Johann Adam Bleibinhaus
Johann Adam Bleibinhaus (* 1680 in Greding; † 16. Mai 1749) war ein Eichstätter Domkapellmeister.
Er studierte in Eichstätt. Davon zeugen die Auflistungen als Darsteller in den Jahren in den Schlusskomödien der Jahre 1692 bis 1695. 1745 wird er als Chori Capellae Magister (Domkapellmeister), Notareius pucturae, ad S. Cunegundem et S. Vitum benificiatus bezeichnet. Im Programm wird auch eine von ihm komponierte Oper „Glorreiches Eichstätt“ aufgeführt. Er hat also seine Studien fortgesetzt und wurde Priester. Sein Vorgänger war der ebenfalls aus Greding stammende Johann Steingrübler. Da dieser 1720 abtrat oder starb, trat Bleibinhaus in diesem Jahr sein Amt an.